# Saint-Martin-de-Cenilly

Saint-Martin-de-Cenilly este o comună în departamentul Manche, Franța. În 1 ianuarie 2022 avea o populație de 206 de locuitori.